# 일신로 (인천)
일신로(日新路)는 인천광역시 부평구 일신동에 있는 도로이다. 도로명은 행정구역명인 일신동을 이용하여 도로명이 명명되었던 것에서 유래하였다.

## 노선 정보
- 총 연장 : 1.299 km
- 기점 : 인천광역시 부평구 일신동 109-12 (황굴삼거리 = 경인로와 접촉)
- 종점 : 인천광역시 부평구 일신동 90

## 지리

### 통과하는 지자체
- 인천광역시
  - 부평구 (일신동)

### 접촉하는 도로
- 경인로 (국도 제46호선)
- 항동로
- 간접 접촉 도로 : 무네미로

### 주변에 있는 시설
- 대림각
- 인일의료재단 인천제일의원
- 일신해장국
- 페리카나 일신점
- 일신풍림우편취급국
- 부평동성교회
- 송암 노인요양원
- 부개파출소
- 그린우렁쌈밥
- 킹콩샤워 송내직영점
- 겐코비하우스
- CU 부평일신로터리점
- 동서푸른빌
- 더헤리티지
- 강남프라임
- 두산전동지게차
- 르노코리아 서비스코너 인천일신점
- 금아금속공업
- 명신안료
- 국제프린텍
- 린나이 부평구대리점 나우
- 하늘마을
- 기쁨의교회
- 치킨마루 일신동점
- 보은건설
- 인천금마초등학교
- GS부평자이아파트
- 에어컨설치 신신ENG